# 哈萨克斯坦共和国武装力量
哈萨克斯坦共和国武装力量 是指哈萨克斯坦境內的所有軍隊。它由三个军种（哈薩克地面部隊、哈薩克斯坦空軍、海军）以及四个独立的编队（空中突击部队、特种部队、火箭炮和炮兵部队、领土部队）组成。哈薩克斯坦武装力量的军事附属組織和機構有国民警卫队、民防局、边防局和国家安全局。
1992年5月7日，哈萨克斯坦总统签署了一项关于“建立哈萨克斯坦共和国武装力量”的法令，並将哈萨克斯坦共和国国防委员会更名为国防部。
1992年6月30日，苏联解体后，蘇聯的突厥斯坦军区撤銷。原先突厥斯坦军区的部队成为哈萨克斯坦新军队的核心。